# 槌果藤小煤炱
槌果藤小煤炱（学名：Meliola capparidis）是属于小煤炱目小煤炱科小煤炱属的一种真菌，寄生在山柑科植物上。该种分布于中国、乌干达。